# Geneviève Cargèse
Geneviève Cargèse var en fransk skådespelare.
Cargèse engagerases av Gustaf Molander för att spela huvudrollen i Förseglade läppar. Hon kom till Stockholm och påbörjade inspelningarna, försommaren 1927 men insjuknade och ersattes av Mona Mårtenson.

## Filmografi
- 1923 – Souvent femme varie
- 1925 – L'Abbé Constantin
- 1926 – Le Marchand de bonheur
- 1926 – La Girl aux mains fines
- 1927 – Liebe geht seltsame Wege
- 1928 – Embrassez-moi
- 1929 – La Nuit est à nous